# Achatina
Achatina é um género de gastrópode da família Achatinidae.
Este género contém as seguintes espécies:
- Achatina achatina
- Achatina albopicta
- Achatina allisa
- Achatina balteata
- Achatina craveni
- Achatina dammarensis
- Achatina fulgurata
- Achatina fulica
  - Achatina fulica rodatzi
  - Achatina fulica sinistrosa
  - Achatina fulica umbilicata
- Achatina glutinosa
- Achatina immaculata'
- Achatina iostoma
- Achatina iredalei
- Achatina marginata
- Achatina monochromatica
- Achatina mulanjensis
- Achatina nyikaensis
- Achatina panthera
- Achatina passargei
- Achatina reticulata
- Achatina schweinfurthi
- Achatina schinziana
- Achatina semisculpta
- Achatina smithii
- Achatina stuhlmanni
- Achatina sylvatica
- Achatina tavaresiana
- Achatina tincta
- Achatina tracheia
- Achatina varicosa
- Achatina variegata
- Achatina vignoniana
- Achatina weynsi
- Achatina zanzibarica
- Achatina zebra